# Скалон, Николай Антонович
Николай Антонович Скалон (1832—1903) — русский военный деятель, генерал от кавалерии (1894) из дворянского рода Скалонов.

## Биография
Сын камергера А. А. Скалона. Родился 1 (13) декабря 1832 года. В службу вступил в 1851 году после окончания Николаевского кавалерийского училища, произведён в корнеты. В 1853 году произведён в поручики.
В 1856 году был назначен старшим адъютантом штаба 1-й гвардейской кавалерийской дивизии; с 1857 года — старший адъютант 2-й гвардейской кавалерийской дивизии.
В 1859 году произведён в ротмистры, с назначением адъютантом генерал-фельдмаршала великого князя Николая Николаевича; в 1864 год произведён в полковники. В 1866 году был назначен шталмейстером и управляющим Двора Его Высочества.
В 1868 году перешёл на гражданскую службу с производством в действительные статские советники. Однако в 1870 году вернулся на военную службу с переименованием в генерал-майоры. В 1880 год]у произведён в генерал-лейтенанты.
В 1881 году был назначен шталмейстером Императорского двора, но в 1889 году из-за интриг графа П. К. Бенкендорфа оставил дворец.
В 1894 году был произведён в генералы от кавалерии и назначен Обер-гофмейстером Императорского двора.
Умер 6 (19) сентября 1903 года в Санкт-Петербурге, похоронен на царскосельском казанском кладбище.

## Награды
- Орден Святого Станислава 3-й степени (1857)
- Орден Святой Анны 3-й степени (1860)
- Орден Святого Станислава 2-й степени (1862; императорская корона к ордену — 1864)
- Орден Святого Владимира 3-й степени (1869)
- Орден Святого Станислава 1-й степени (1871)
- Орден Святой Анны 1-й степени (1873)
- Орден Святого Владимира 2-й степени с мечами (1878)
- Орден Белого орла (1883)
- Орден Святого Александра Невского (1889; бриллиантовые знаки к ордену — 1894)
- Орден Святого Владимира 1-й степени (1900)

## Семья

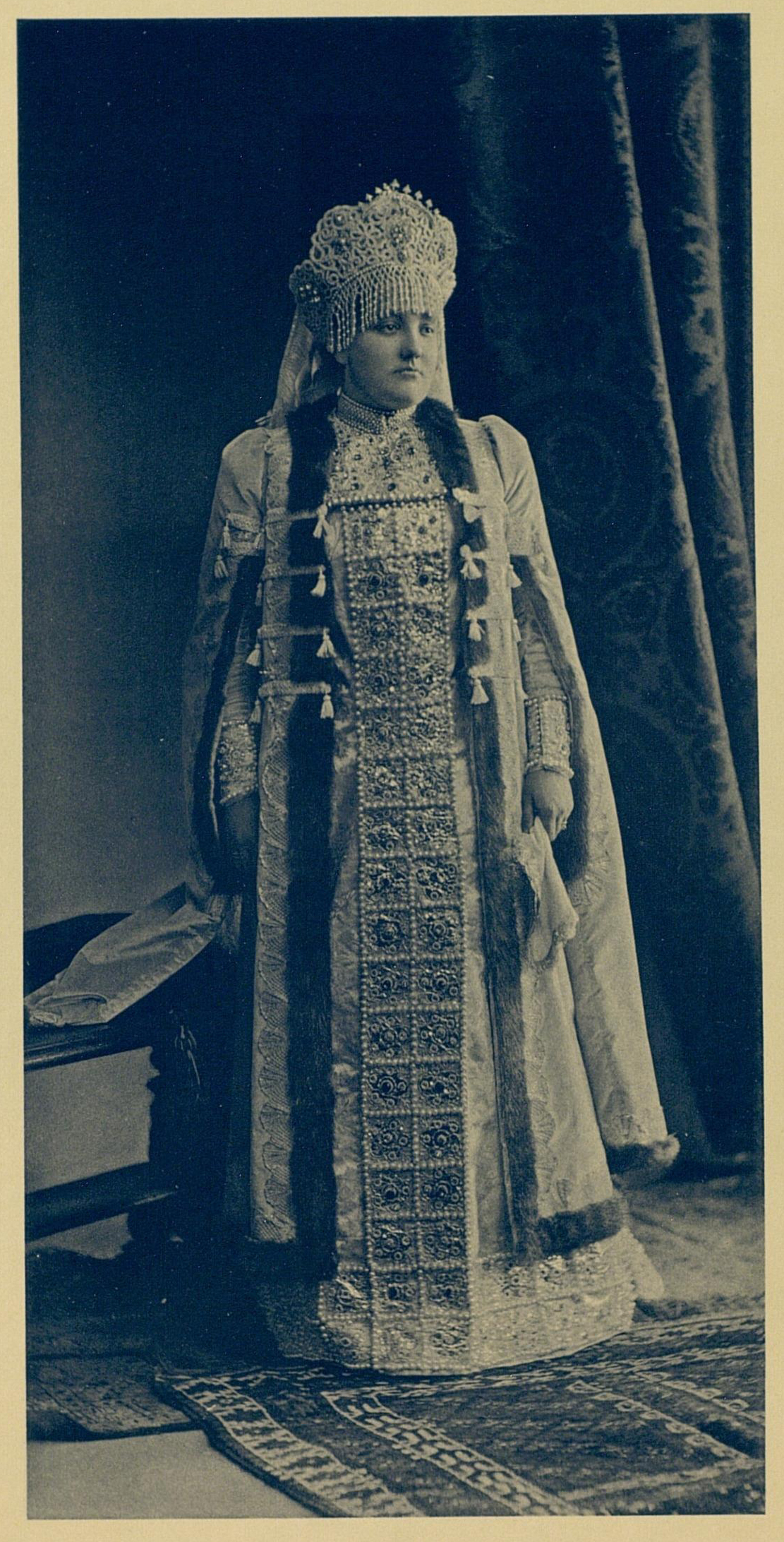
Вера Волкова (1903)

Жена (с 04 февраля 1871 года) — Анна Михайловна Лазарева (26.02.1845—07.01.1893), фрейлина двора, дочь Михаила Лазарева. По словам А. А. Половцова, оба супруга были весьма милые и радушные хозяева, она была дама умная, но не очень изящная в приемах. Дети:
- Николай Николаевич (1872—1916), полковник лейб-гвардии гусарского полка при посольстве в Мадриде.
- Михаил Николаевич (1874—1940), генерал-лейтенант, герой русско-японской войны, участник Белого движения и Бредовского похода.
- Георгий Николаевич (09.02.1876[4]—после 1916), крестник великой княгини Александры Петровны и великого князя Николая Николаевича; полковник лейб-гвардии гусарского полка.
- Вера Николаевна (14.03.1878[5]—1941), крестница великого князя Владимира Александровича и великой княгини Александры Петровны; фрейлина двора, замужем за контр-адмиралом Н. А. Волковым, их дочь Анна.